# Hoya bakoensis
Hoya bakoensis ist eine Pflanzenart der Gattung der Wachsblumen (Hoya) aus der Unterfamilie der Seidenpflanzengewächse (Asclepiadoideae).

## Merkmale
Hoya bakoensis ist eine kleine epiphytische, kletternde Pflanze mit schlanken, wenig windenden Trieben. Die mattgrünen Triebe haben einen Durchmesser von 0,7 bis 1,5 mm (selten auch bis 2 mm). Frische Triebe sind spärlich behaart, ältere Triebe sind schuppig. Luftwurzeln werden nur spärlich entlang der Triebe und unter den Nodien gebildet. Die Internodien sind 2 bis 7 cm (selten auch 10 cm) lang. Die Blätter sind gestielt, die spärlich flaumig behaarten Blattstiele sind gerade oder gekrümmt, und 4 bis 10 mm lang, und 1 bis 1,5 mm dick. Sie sind dunkelgrün bis bräunlich und spärlich behaart. Die Blattspreiten sind eiförmig bis seltener auch lanzettlich, 1,5 bis 5 cm lang und 1 bis 2,8 cm breit. Die Basis ist spitz, der Apex zipfelig. Die Oberseite ist dunkelgrün, die Unterseite ist etwas heller. Die Ränder und die Mittelrippe können etwas dunkler sein. Frische Blätter sind spärlich flaumig behaart, ältere Blätter verkahlen. Die Ränder bei manchen Blättern können mit Zilien besetzt sein. Nur die Mittelrippe tritt deutlich hervor, Sekundäradern sind nur undeutlich zu sehen. An der Basis eines jeden Blattes sitzt eine dreieckige bis eiförmige Drüse, 0,1 bis 0.3 × 0,3 bis 0,5 mm. Alle vegetativen Teile der Pflanze sondern bei Verletzung einen weißen Milchsaft ab.
Der doldenförmige Blütenstand trägt 10 bis 15 Blüten und ist auf der Oberseite leicht gewölbt. Der Durchmesser beträgt etwa 1 bis 1,5 cm. Der Blütenstandsstiel ist 4 bis 6 cm lang, bei einem Durchmesser von 1 bis 1,5 mm. Er ist mattgrün bis bräunlich und flaumig behaart. Die Blütenstiele sind 3 bis 7 mm, bei einem Durchmesser von 0,7 bis 0,9 mm. Sie sind blassgrün mit pinkfarbenen Flecken und papillös. Die Kelchblätter sind dreieckig und sind 0,7 bis 1 mm lang und an der Basis 0,5 bis 0,8 mm breit. Der Apex ist spitz oder auch rund. Sie sind hellgrün mit pinkfarbenen Rändern und spärlich mit Zilien besetzt. In jedem Sinus zwischen den Kelchblättern sitzt eine eiförmige Drüse (Maße: 150–200 × 80–100 µm). Die Blütenkrone ist stark umgebogen. Sie hat einen Durchmesser von 3,5 bis 4 mm bzw. wenn ausgebreitet von ca. 6 mm. Die Kronblattzipfel sind basal verwachsen (basale 1,2 bis 1,5 mm), die freien Zipfel sind dreieckig, 2 bis 3 lang und 2,4 bis 2,7 mm breit. Sie sind pinkfarben, innen flaumig behaart und außen kahl. Die staminale Nebenkrone hat einen Durchmesser von 2,8 bis 3 mm und ist 0,9 bis 1,1 mm hoch. Die Nebenkronenzipfel sind länglich, 1,2 bis 1,4 mm lang und 0,7 bis 0,8 mm breit. Sie sind oben konvex gewölbt, unten mit Längsrinne und eingerollten Rändern. Der äußere, hellgelbe Fortsatz ist gespalten (bifid), der innere, rötliche Fortsatz ist länglich mit einem gelben runden Ende. Die Staubbeutel sind breit-dreieckig 400 bis 450 hoch und 550 bis 650 µm breit mit einem membranösen Anhang. Die Pollinien sind keulenförmig, 200 bis 250 µm lang und max. 90 bis 110 µm breit; sie werden zur Basis hin schmaler. Der Apex fällt schräg nach innen ab. Sie besitzen außen einen durchsichtigen Rand. Das Corpusculum ist länglich und in der Mitte eingeschnürt. Es ist 80 bis 100 µm lang (hoch) und 50 bis 60 µm breit. Die Caudiculae sind breit, spatelförmig und durchscheinend, 110 bis 130 µm lang und 30 bis 45 µm dick (breit). Der Griffelkopf ist fünfeckig im Querschnitt, der Apex ist rund. Er besitzt fünf Zipfel, die mit den Stamen alternieren. Der Griffelkopf ist 200 bis 300 µm lang (hoch) und misst an der Basis ca. 0,5 mm im Querschnitt. Das hellgrüne Ovarium ist eiförmig mit einem schmalen Spitze, 0,8 bis 1 mm hoch, jedes Fruchtblatt ist an der Basis ca. 0,3 mm weit. Eine noch unreife Frucht war linealisch, 10 cm lang und maß nur 2 mm im Querschnitt. Der unreife Same war lanzettlich, 3 bis 4 mm lang mit seitlichen Flügeln und mit einem lang Haarschopf.

## Ähnliche Arten
Hoya bakonensis ähnelt Hoya aeschynanthoides Schltr., beide Arten haben gespaltene äußere Nebenkronenfortsätze. Sie unterscheiden sich in der Größe und Farbe der Blütenkrone und Nebenkrone. Bei Hoya bakoensis misst die pinkfarbene Blütenkrone 3,5 bis 4 mm im Durchmesser, die Nebenkronenzipfel sind rot und gelb. Bei Hoya aeschynanthoides misst die weiße Blütenkrone ca. 5 mm im Durchmesser. Hoya aeschynanthoides ist eine mehr kriechende als kletternde Art, Hoya bakoensis ist dagegen eine schwach windende, kletternde Art.
Hoya bakoensis wird in die Hoya-Sektion Acanthostemma (Blume) Kloppenb., die durch stark zurück gebogene Kronblattzipfel, zweizipflige äußere Nebenkronenfortsätze und durch breite, spathelförmige Caudiculae charakterisiert ist.
Die Blüten von Hoya pubera sind zwar in der Größe vergleichbar mit den Blüten von Hoya bakoensis, sind aber gelblich-orange und die Kronblattzipfel sind nur apikal eingerollt und die Nebenkrone ist deutlicher aus der Blütenkrone heraus gehoben. Hoya minutiflora hat noch kleinere Blüten, nur 2,6 bis 2,8 mm im Durchmesser.

## Geographische Verbreitung und Habitat
Hoya bakoensis kennt man bisher nur aus dem Bako National Park im malaysischen Bundesstaat Sarawak (Borneo). Hier kommt sie häufig entlang des Tajor Trail in feuchten, schattigen Kerangaheide-Wälder nahe einem Fluss und in Meeresnähe vor. Die Art wächst ausschließlich epiphytisch und wächst bevorzugt in verrotteten Baumstümpfen aus Ameisennestern heraus.

## Taxonomie
Das Taxon wurde 2015 von Michele Rodda beschrieben. Das Typexemplar wurde am 20. März 2015 von Michele Rodda entlang des Tajor Trail im Bako National Park (Sarawak, Borneo, Malaysia) gesammelt. Der Holotyp wird im Herbarium des Singapore Botanic Gardens unter der Nr. Rodda M MR1042b aufbewahrt. Isotypen befinden sich in den Herbarien des Department of Forestry in Kuching (Sarawak, Malaysia) und dem Forest Research Institute Malaysia in Kepong (Selangor, Malaysia).
Die Art ist fast selbsterklärend nach dem Fundort im Bako National Park (Sarawak, Malaysia) benannt. Sie wird von Plants of the World online als gültiges Taxon akzeptiert.